# 国際原子力パートナーシップ
国際原子力エネルギー協力フレームワーク（こくさいげんしりょくエネルギーきょうりょくフレームワーク、International Framework For Nuclear Energy Cooperation、IFNEC）とは、アメリカ合衆国エネルギー省のサミュエル・ボドマン長官が2006年2月6日に発表した、使用済み核燃料の再処理を柱とする国際的協力体制の構築計画。原子力発電より発生する使用済み核燃料の再処理時のプルトニウムを、核発電用燃料へ再利用は可能でも核兵器への転用を防止するための核拡散防止計画の1つ。
発足当初は国際原子力パートナーシップ（Global Nuclear Energy Partnership、GNEP）という名称だったが、2010年6月に現在の名称に改称された。

## 概要
この計画はジョージ・W・ブッシュ大統領の2006年の一般教書演説の中の新エネルギー政策に基づくものである。
エネルギー省の発表によると国際原子力パートナーシップには4つの目標がある。
1. 米国の輸入化石燃料への依存率を減らすと同時に経済発展を助ける。
2. 新しい拡散防止技術によって核燃料をリサイクルし、よりエネルギーを得ながら廃棄物を減らす。
3. 世界中の経済発展を助けながらきれいな開発を行なう。
4. 最新技術を活用して世界中に核が拡散するリスクを減らす。

国際原子力パートナーシップを通じて、米国は核の先端技術を保有する他の国と共に、より多くのエネルギーを得て、廃棄物を減らし、拡散の心配を最少にするために、新たな拡散防止リサイクリング技術を開発する予定である。また、この計画の協力国が発展途上国への核燃料提供プログラムを設けて、
こういった途上国が核濃縮と再処理作業の放棄を約束することで、あり余るほどのきれいで安全な核エネルギーを安価で得られるようにする。当然、核の拡散への心配も小さく出来る。

## 計画の進捗状況
2006年2月16日に米国、フランス、日本は、国際原子力パートナーシップのサポートによるナトリウム冷却型高速炉(次世代高速炉)の研究と開発の準備に関して合意書を締結した。 
2006年の5月25日時点での本プログラムへの予算については、ホワイトハウスの要求額 2.5億ドルに対して、合衆国下院で1.2億ドル分の費用を協議中である。
2007年9月16日には11ヶ国が国際原子力パートナーシップに加わった。
オーストラリア、ブルガリア、ガーナ、ハンガリー、ヨルダン、カザフスタン、リトアニア、ポーランド、ルーマニア、スロベニア、ウクライナ
更に2007年中にカナダ、イタリア、韓国が参加を決定している。
2007年11月には三菱重工、日本原燃、アレヴァ(AREVA)が米国エネルギー省と計画参加の契約を締結した。この契約によると、これら3社を中心とする合弁企業が2020年までに先進リサイクル炉（ARR：Advanced Recycling Reactor）と使用済み核燃料再処理施設（NFRC：Nuclear Fuel Recycling Center）を建設するとされる。この計画中の先進リサイクル炉は「冷却材に液体金属ナトリウムを使用したループ型の高速炉」を予定しているとされる。
2009年にはオバマ政権への交代により先進リサイクル炉や再処理施設の建設については凍結されている。

## 加盟国
2024年2月現在の加盟国は以下の通り。
- アルゼンチン
- アルメニア
- オーストラリア
- バーレーン
- ブルガリア
- カナダ
- 中華人民共和国
- エストニア
- フランス
- ドイツ
- ガーナ
- ハンガリー
- イタリア
- 日本
- ヨルダン
- カザフスタン
- ケニア
- 大韓民国
- クウェート
- リトアニア
- モロッコ
- オランダ
- ニジェール
- オマーン
- ポーランド
- ルーマニア
- セネガル
- シエラレオネ
- スロベニア
- ウクライナ
- アラブ首長国連邦
- イギリス
- アメリカ合衆国

## オブザーバ参加国
2024年2月現在のオブザーバ参加国は以下の通り。
- アルジェリア
- バングラデシュ
- ベルギー
- ブラジル
- チリ
- チェコ
- エジプト
- フィンランド
- ジョージア
- ギリシャ
- インドネシア
- ラトビア
- マレーシア
- メキシコ
- モルドバ
- モンゴル
- ナイジェリア
- フィリピン
- カタール
- サウジアラビア
- シンガポール
- スロバキア
- 南アフリカ共和国
- スペイン
- スウェーデン
- スイス
- タンザニア
- チュ二ジア
- トルコ
- ウガンダ
- ベトナム

## 反対意見
2007年10月29日、全米科学アカデミーの研究チームはGNEP計画に対して「技術と資金の両面でリスクが大きい」として計画の見直しを求める報告を発表した。17人からなる米国研究会議メンバーがまとめた報告では「GNEPは進めるべきではなく、より妥当な計画に入れ替えるべき。」としている。

## 南アフリカの対応
南アフリカ共和国の鉱物エネルギー大臣のBuyelwa Sonjicaは「南アフリカ国内でウラン濃縮を行なうのではなく、ウラン鉱石の輸出だけが外貨の獲得元である。（よって）この計画はわが国の政策とは対立するものだ。」と発言している。